# Маргун Бјорнхолт
 Маргун Бјорнхолт  (рођена 9. октобра 1958. у Боу, Телемарк) је норвешки социолог и економиста. Она је редовни професор у Норвешком центру за студије насиља и трауматског стреса.
Њен рад се заснива на родно-заснованом насиљу, миграцијама, родној једнакости, мушкарцима и маскулинитетом, студијама политике, и многим другим областима. Њен најскорији рад бави се питањима рода, насиља и моћи, укључујући сексуално и родно-засновано насиље над женским магрантима и избеглицама. Пре тога се бавила етичким банкарством, новцем и новчаним системима, и менаџментом и организацијским променама у државном сектору. Бивши је председник Норвешке асоцијације за Женска права и Норвешког женског лобија.

## Живот и каријера
Учила је политику, контемпорарну историју, регионално планирање и економију; има канд.маг. диплому са Универзитета у Тромсу (1981), мастер из студија европске економије са Европског колеџа (1982), маг.арт. из економске социологије са Универзитета у Ослу (1995), са дисертацијом из микрофинансија, етичког и безкаматног банкарства, као и докторат из родних студија са Оребро универзитета са дисертацијом "Модерни мушкарци". Дусертација, са утицајем и саветовањем од стране психолога Марго Бенгтсон , користи псохолошке и социолошке перспективе у интегративној трансмисији и социјалној промени. Постала је редовни професор из родних студија 2015 године.
Раније је радила у Регионалном фонду за развој, Националном институту за технологију, и као партнер у консултантској кући, промовишући регионални развој и женско предузетништво. 
Од 1993. радила је на Пројекту за алтернативну будућност, истраживачком програму у, данас, Центру за развој и околину на Универзитету у Ослу. Од 1997. ради као истраживач у многим истраживачким институтима, укључујући Институт за истраживање рада и на Универзитету у Ослу; од 2016. је редовни професор у Норвешком центру за струдије насиља и трауматског стреса.
Радила је као самостални експерт за родну равноправност у Европској комисији, и била је гостујући професор на Пројекту феминизма и легалне теорије на Правном факултету у Еморију, у ГЕКСел центру за родну изврсност и у Центру за права и социјалну правду на Универзитету у Лидсу. Била је члан истраживачке групе Права, појединци, култура и друштво Ане Хелум на Правном факултету Универзитета у Ослу и члан је комисије експерта за Преиспитујуће економисте у Норвешкој Предавала је социологију и психологију на Универзитету у Ослу.

## Истраживање
Њу занима истраживање следећих тема:. родно засновано насиље, миграције, родна равноправност, мушкарци и мужевности, организације, политичке студије и многе друге теме. Објавила је чланкове у The Sociological Review, the Journal of European Social Policy, Qualitative Research, Retfærd, the Nordic Journal of Criminology, the Journal of Gender-Based Violence, Norma, Fathering, Central and Eastern European Migration Review и многим другим.
Њено истраживање 90-их се фокусирало на етичко банкарство, новац и монатерни систем. Касних 90-их се фокусирала на менаџмент и организационе промене у јавном сектору. Истраживање о радном животу је довело до породично-пословних проблема и мушких студија. Од 2000. године објавила је многе чланкове на тему промена кроз време и генерације у мушким породично-пословним праксама и родним односима,, употреба социо психолошке и социолошке перспективе на међугенерацијски пренос и соционалне промене. Такође је проучавала културне адаптације и транснационалне обичаје пољских миграната у преласку у Норвешку. Била је укључена у многим пројектима у централној и јужној Европи.
Од 2010. њено истраживање се фокусира на питање насиља, рода и моћи . Водила је неколико истраживачких пројеката у Норвешком центру за студије насиља и трауматског стреса финансираних од министарства правде и јавне безбедности, један од таквих пројеката била је студија о насиљу између интимних партнера. Она тренутно води норвешки део истраживачког пројекта које финансира ЕУ о сексуалном и родно заснованом насљу над мигранаткињама и избеглицама, заједно са Џејн Фридман, Рут Халперин-Кадари и са истраживачима из одругих европских држава, блиског истока и канаде. Циљ овог пројекта јесте да се направе препоруке за смањење женске рањивости ка сексуалном и родно заснованом насиљу. Она је један од уредника књиге  "Мушкарци, мужевност и насиље итимних партнера" заједно са Лукас Готзеном и Флоретом Бонзајер , такође књига о насиљу у блиским односима са Кристин Скјортен и другима.
Друга поља истраживања укључују теорије о социјалној правди, благостању државе , људска права и феминистичка економија. Годинама сарађује са америчком правном теоретичарком Мартом Албертсон Финман у 2013. уредила је издање Retfærd-а у ком се налазила Финменова теорија рањивости. Заједно са Алисом МекКеј, шкотском економискињом, 2014. год. била је уредник књиге "Рачунање на Марлин Варинг : Нови напредак у феменистичкој економији" . Такође је објавила радове о савременој употреби неопипљивог културног наслеђа, о вези између учења и архитектуре и истраживачке методе.

## Цивилне и политичке активности
Била је на челу радничке групе у покрету етичког банкарства почетком 90-их који су покушали да направе банку у Норвешкој по узору на и у сарадњи са JAK Members Bank у Шведској. Била је председник Норвешке асоцијације за права жена (2013—2016) и Норвешког женског лобија (2014—2016). Била је новинарка за феминистичку радио станицу radiOrakel раних 80-их и била је кандидат Зелене партије на изборима 2015.